# Johannes Kjærbøl
Johannes Kjærbøl (* 23. Dezember 1885 in Kopenhagen als Johannes Hansen; † 26. August 1973 ebenda) war ein dänischer Politiker der Socialdemokraterne, der von 1935 bis 1957 mehrere Ministerposten innehatte.

## Leben
Kjærbøl wurde 1885 in Kopenhagen als Sohn des Gemeindepfarrers Johannes Melleur Valeur (1852–1913) und Julie Severine Hansens (1860–1893) geboren. Am 30. Oktober 1910 heiratete Kjærbøl Olga Amalie Petersen (1885–1916) im Kopenhagener Stadtteil Sundby. 1917 heiratete er Karna Marie Caroline Nielsen (1899–1969) in Kopenhagen. Nach der Scheidung heiratete er Gerda Poulsen (1910–1994).
Von 1935 bis 1940 war Kjærbøl Handelsminister in den Kabinetten Stauning III, Stauning IV und Stauning V. In den Kabinetten Stauning VI und Buhl I war er Sozialminister. Von 1942 bis 1945 war er Arbeitsminister in den Kabinetten Buhl I und Scavenius. Für die Folketingswahl am 31. August 1945 schlug Ministerpräsident Buhl Kjærbøl als Kandidaten vor. Nach dem Ende der deutschen Besatzung wurde Kjærbøl als Leiter der Verwaltung der deutschen Flüchtlinge, die in Dänemark interniert waren, eingesetzt.
Im Kabinett Hedtoft I war er von 1947 bis 1949 Wohnungsminister und von 1949 bis 1950 Wohn- und Arbeitsminister. Zudem war er von 1955 bis 1957 im Kabinett Hansen I der erste Grönlandminister. Er war Folketingabgeordneter und hatte 1947 für zehn Tage den Posten eines Ministers für Bau und Gesundheit inne.